# Centro Atlético Fénix
El Centro Atlético Fénix es un equipo de fútbol de Uruguay fundado el 7 de julio de 1916, con sede en el barrio Capurro de Montevideo. Actualmente descendió a la Segunda División en 2024.

## Historia
En el barrio de Capurro de Montevideo, en 1909 surge el Guaraní, equipo que es disuelto en 1913. El 7 de julio de 1916 un grupo de muchachos de la zona deciden reunirse con el fin de formar un club de fútbol. El nuevo club toma su nombre del ave mitológica que vuelve a nacer de sus propias cenizas, en referencia al anterior equipo del barrio. Comienza a disputar los primeros partidos en el barrio con singular éxito, hasta que se resuelve inscribir al club en la Liga uruguaya, alcanzando la Primera División en 1923, gracias al cisma del fútbol uruguayo.
La historia de Fénix transcurrió regularmente en ascenso y descenso entre Primera y Segunda División, siendo de esta manera el equipo que más veces ha logrado el título de Segunda División. Récord compartido con Sud América con un total de 7 títulos. Fénix cuenta además con el goleador histórico de la B Jorge Puglia y la mayor cantidad de ascensos (8). El último ascenso se produjo en la temporada 2008/09.  A esto se debe una frase nacida en el Campeonato Uruguayo de 1958 creada por el dibujante Héctor Mancini e instalada en la cultura popular del uruguayo que dice: «¡el Féni no baja!», grito de guerra de los hinchas albivioletas.
En 2000 logró ascender a Primera después de 15 años en Segunda, con Miguel Ángel Puppo como técnico. El mejor momento de la historia del club llegó en el 2002, cuando de la mano de Juan Ramón Carrasco como D. T., cumplió la mejor temporada de su historia finalizando tercero en el Campeonato Uruguayo de Primera División, siendo el equipo más goleador del torneo (96 goles) contando con el goleador del mismo Germán Hornos con 25 goles y luego consagrándose campeón de la Liguilla 2002, clasificándose a la Copa Libertadores de América del 2003. En dicho torneo obtiene sendas victorias ante el Cruz Azul de México por 6:1 (hacía 19 años que un equipo uruguayo no anotaba 6 goles por Copa Libertadores) en histórico partido contando el Cruz Azul con más de 4 seleccionados de diferentes países (entre ellos Francisco Palencia, Oscar Pérez, Galdames, Sebastián Abreu) y ante el The Strongest de Bolivia por 4:0 en el Estadio Luis Franzini. Luego del partido la afición de Fénix cantaba «borom bom bom borom bom bom este es el cuadro de Juan Ramón», al referirse al director técnico Juan Ramón Carrasco.
Al año siguiente (siendo el primer equipo «chico» en la historia en ganar dos liguillas consecutivas), volvió a participar de la Copa Libertadores, esta vez dirigido por Antonio Alzamendi, derrotando 2 a 1 al Vélez Sársfield como local y con un recordado penal atajado al famoso portero José Luis Chilavert por parte del portero albivioleta De León en el partido jugado en Buenos Aires.
En la temporada 2010-11, dirigido por Rosario Martínez, logró la cuarta posición y clasificó a la Copa Sudamericana 2011, torneo en el cual tuvo el 'privilegio' de enfrentar en primera ronda al futuro monarca, Universidad de Chile, en el partido de ida cayó derrotado 1 a 0 de visitante en Santiago de Chile y 0 a 0 como local.
En la temporada 2015-16 también dirigido por Rosario Martínez, clasificó a la Copa Sudamericana 2016, enfrentando en primera ronda a Cerro Porteño, en el partido de ida ganó 1 a 0 y perdió de visitante 2 a 0, con un gol en la hora la cual no le permitió clasificar.
En el Campeonato Uruguayo 2019 nuevamente de la mano de Juan Ramón Carrasco, en su segundo ciclo en el club, Fénix logra clasificarse a la Copa Sudamericana 2020 tras una notable primera parte del año, que le valió el segundo puesto del Campeonato Apertura (culminó en octavo lugar en la Tabla Anual). Destacó Leonardo Fernández, quién fue nombrado en dos oportunidades Joven Talento del mes además de figurar en el Equipo Ideal del año tras ser el goleador del Torneo Apertura 2019 con 12 goles.
En la Copa Sudamericana 2020 el club alcanzó los octavos de final. En la primera fase venció a El Nacional de Ecuador, en la segunda fase debió enfrentarse a Huachipato de Chile y tras superar esta fase se enfrentó en los octavos de final a Independiente de Argentina, fase en la cual quedó eliminado de la competición al perder 1-4 en la ida y 1-0 en la vuelta.
En la temporada 2020 culmina en séptima posición y, por segundo año consecutivo, Fénix vuelve a clasificarse para la Copa Sudamericana. En dicha edición (2021), queda eliminado en la primera fase ante M. C. Torque, tras empatar sin goles en el partido de ida y perder 2 a 0 en la vuelta.
El miércoles 27 de noviembre del 2024, jugando por las jornada 14 del torneo clausura donde se enfrentó Fénix contra Deportivo Maldonado, se decretó un nuevo descenso tras perder 1-2 en el estadio Luis Franzini.
El jugador con más partidos es Juan Alvez que llegó proveniente de Peñarol en 2013 a sus 31 años para jugar el Clausura. En 2022 llegó a los 300 partidos a sus 39 años. Actualmente el jugador sigue activo y juega en Fénix.
El goleador del equipo pueden ser Jorge Daniel Puglia histórico goleador de la etapa de ascenso del club a finales de los 90s o Germán Hornos goleador de la época dorada de Fénix bajo el mando Juan Ramón Carrasco y bicampeón de la liguilla pre-libertadores. No sé tienen estadísticas claras aunque ambos están encima de los 35 goles.

## Símbolos

### Escudo y bandera
El escudo del club es mitad blanco y mitad violeta, con el ave fénix en el medio y las siglas "C A F".
Diseño similar presenta la bandera, aunque es mayoritariamente blanca y posee detalles violetas.

## Uniforme

### Uniforme titular
El uniforme de Fénix tradicionalmente siempre ha sido compuesto por una camiseta mitad violeta y blanca, aunque también ha tenido variaciones en cuanto a su diseño. El diseño de la primera camiseta del club en 1916 era violeta con una franja horizontal blanca a la cual se le rindió homenaje para la temporada 2016 en la que el club cumplió 100 años desde su fundación.
| 2016 | 2017 | 2018 | 2019 | 2020 | 2021 | 2022-Actual |

### Uniforme alternativo
| 2016 | 2017 | 2018 | 2019 | 2020 | 2021 | 2022-Actual |

### Indumentaria y patrocinador
| Período         | Proveedor |
| --------------- | --------- |
| 1988-1994       | Adidas    |
| 1997-1998       | Puma      |
| 1998-1999       | Ennerre   |
| 2002-2004       | Meta      |
| 2010-Actualidad | Mgr Sport |

| Período       | Patrocinador principal        |
| ------------- | ----------------------------- |
| 1985-1994     | NTN                           |
| 1999          | NTN                           |
| 2002-2004     | Abitab                        |
| 2009-2010     | Dioxaflex/ Palermo Rent a Car |
| 2010-2011     | Dioxaflex                     |
| 2011-2012     | Ratisalil/ Sarubbi/ Fagar     |
| 2012-2013     | Ratisalil/ Fagar              |
| 2014-2015     | Fox Sports                    |
| 2015-presente | Cousa                         |

## Estadio

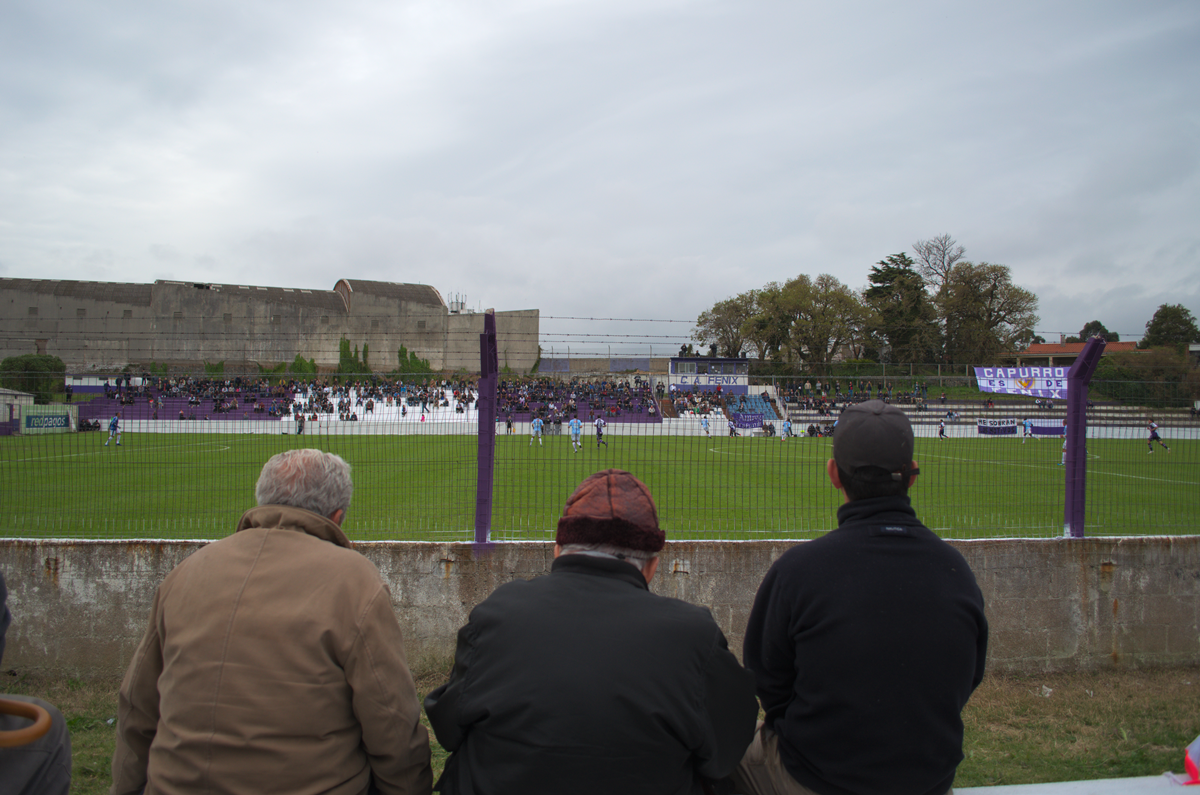
Imagen del estadio.

El estadio Parque Capurro es un estadio de fútbol, ubicado en Montevideo. Se encuentra situado en el barrio Capurro, al suroeste de la ciudad, frente a la Rambla de Montevideo (costanera), provocando que las tribunas adquieran una pintoresca panorámica de la costa del Río de la Plata.
El estadio es propiedad de la Intendencia Municipal de Montevideo, y Fénix lo usufructúa en concesión. Según informara la municipalidad a Fénix, pretende hacer uso de esos terrenos, por lo que se acordó que, en caso de haber inversores interesados en realizar una obra allí, el club construirá un "Nuevo Parque Capurro" en donde se ubicaban los talleres de la empresa Copsa. El nuevo estadio, el cual ya fue presentado, también estaría ubicado dentro del barrio Capurro y superaría el aforo de 10 000 espectadores.

## Hinchada
Un sector de su hinchada es llamada LMDC "Los Mugrientos de Capurro". Fénix tiene rivalidad con Racing Club de Montevideo del barrio Sayago, clásico denominado "El clásico del oeste" el actual líder de la barra Ignacio ``Pelito`` Piñeyro junto a su mujer Mili ``La del Pueblo``. Esta rivalidad se produjo con los años a partir de los partidos de ascenso a la máxima categoría del fútbol uruguayo entre ambos clubes.

## Jugadores

### Plantel
- Actualizado el 7 de febrero de 2023

- = Capitán

### Mercado de pases 2020
| Altas          | Altas                | Altas | Altas             | Altas                | Altas           | Altas |
| Pos.           | Nac.                 | N.º   | Jugador           | Procedencia          | Tipo            | Costo |
| -------------- | -------------------- | ----- | ----------------- | -------------------- | --------------- | ----- |
| Delantero      | Bandera de Uruguay   |       | Maureen Franco    | Cerro                | Libre           | U$S 0 |
| Centrocampista | Bandera de Uruguay   |       | Bryan Olivera     | Liverpool            | Fin de préstamo | U$S 0 |
| Defensa        | Bandera de Uruguay   |       | Ignacio Pallas    | Puebla               | Fin de préstamo | U$S 0 |
| Defensa        | Bandera de Uruguay   |       | Andrés Barboza    | Mineros de Zacatecas | Fin de préstamo | U$S 0 |
| Delantero      | Bandera de Uruguay   |       | Nicolás Machado   | Zamudio              | Libre           | U$S 0 |
| Delantero      | Bandera de Uruguay   |       | Agustín Alfaro    | Nacional             | Libre           | U$S 0 |
| Delantero      | Bandera de Uruguay   |       | Christian Silva   | Huracán FC           | Libre           | U$S 0 |
| Delantero      | Bandera de Uruguay   |       | Agustín Canobbio  | Peñarol              | Préstamo        | U$S 0 |
| Centrocampista | Bandera de Uruguay   |       | Richard Nuñez     | Cerro                | Libre           | U$S 0 |
| Centrocampista | Bandera de Uruguay   |       | Ángel Rodríguez   | Bolívar              | Libre           | U$S 0 |
| Delantero      | Bandera de Brasil    |       | Kaique Vergilio   | Votuporangense       | Libre           | U$S 0 |
| Delantero      | Bandera de Argentina |       | Luciano Nequecaur | Danubio              | Libre           | U$S 0 |

| Bajas          | Bajas                | Bajas | Bajas               | Bajas               | Bajas                 | Bajas |
| Pos.           | Nac.                 | N.º   | Jugador             | Destino             | Tipo                  | Costo |
| -------------- | -------------------- | ----- | ------------------- | ------------------- | --------------------- | ----- |
| Guardameta     | Bandera de Uruguay   |       | Darío Denis         | Danubio             | Fin de contrato       | U$S 0 |
| Centrocampista | Bandera de Uruguay   |       | Maximiliano Cantera | Deportivo Maldonado | Fin de contrato       | U$S 0 |
| Delantero      | Bandera de Uruguay   |       | Álex Silva          | Progreso            | Rescisión de contrato | U$S 0 |
| Delantero      | Bandera de Uruguay   |       | Mathias Acuña       | Wanderers           | Rescisión de contrato | U$S 0 |
| Delantero      | Bandera de Argentina |       | Maximiliano Pérez   | Wanderers           | Rescisión de contrato | U$S 0 |
| Centrocampista | Bandera de Uruguay   |       | Brian Lugo          | Bandera de ?        | Rescisión de contrato | U$S 0 |
| Defensa        | Bandera de Uruguay   |       | Bruno Montelongo    | Rampla Juniors      | Rescisión de contrato | U$S 0 |
| Centrocampista | Bandera de Uruguay   |       | Sebastián Gallegos  | Central Español     | Rescisión de contrato | U$S 0 |
| Centrocampista | Bandera de Uruguay   |       | Matías Rigoleto     | Boston River        | Fin de contrato       | U$S 0 |
| Delantero      | Bandera de Brasil    |       | Rodrigo Tavares     | Bandera de ?        | Fin de contrato       | U$S 0 |
| Centrocampista | Bandera de Uruguay   |       | Breno Caetano       | Imperatriz          | Fin de contrato       | U$S 0 |
| Guardameta     | Bandera de Uruguay   |       | Ernesto Hernández   | Chavelines          | Libre                 | U$S 0 |
| Préstamos      |                      |       |                     |                     |                       |       |
| Pos.           | Nac.                 | N.º   | Jugador             | Destino             | Fecha                 | Costo |
| Delantero      | Bandera de Uruguay   | -     | Christian Cruz      | Cerro               | diciembre de 2020     | U$S 0 |

## Entrenadores
- Juan Peregrino Anselmo 1956
- Uberto Giménez 1959
- Anibal Gutiérrez Ponce 1973
- Hector Giorello 1977
- Manuel Keosseián 1985-1986
- Ricardo "Tato" Ortiz 1994-1995
- Miguel Ángel Puppo 2000
- Juan Ramón Carrasco 2002-2003
- Antonio Alzamendi  2003-2004
- Miguel Ángel Piazza 2004-2005
- Jorge González 2005-2006
- Pablo Repetto  2006-2008
- Manuel Keosseián 2008
- Jorge Giordano  2008-2009
- Rubén López 2009
- Julio César Ribas 2009-2010
- Rosario Martínez 2010-2012
- Lorenzo Carrabs 2012
- Eduardo Favaro  2012-2013
- Lorenzo Carrabs 2013-2013
- Juan Tejera 2013-2014
- Rosario Martínez 2015-2016
- Gustavo Ferrin 2017
- Nathaniel Revetria 2017-2018
- Juan Ramón Carrasco 2018-2021
- Murad Djellatian (Interino) 2021
- Ignacio Pallas  2021-2022
- Damián Santín 2023
- Leonel Rocco 2023-2024
- Nicolás Vigneri 2024
- Juan Quefan (Interino) 2024
- Ignacio Pallas 2025-actualidad

## Directivos
Presidentes
- Mario Sanseverino 1990-2007
- Álvaro Chijane 2016-2019
- Mario Sanseverino 2019-2024
- Héctor Repetto 2024-actualidad

Secretarios
- Mario Sanseverino 2016-2019
- Álvaro Chijane 2019-2024
- Martín Ribeiro 2024-actualidad

## Palmarés
Palmarés nacional oficial
| Liguilla Pre-Libertadores de América (2): | 2002, 2003.                                                        |                                |  |  |
| Torneo apertura                           |                                                                    | 2019                           |  |  |
| Segunda División de Uruguay (7):          | 1956, 1959, 1973, 1977, 1985, 2006-07, 2008-09 (Récord compartido) | 1951, 1955, 1971, 1972 y 1982. |  |  |
| Liga Metropolitana Amateur (1)            | 1991                                                               |                                |  |  |
| Divisional Intermedia (2)                 | 1942, 1949.                                                        |                                |  |  |
| Divisional Extra (1):                     | 1918                                                               |                                |  |  |

## Datos estadísticos
Datos actualizados para la temporada 2024 inclusive.
- Temporadas en Primera División: 43 (1923–1926, 1957–1958, 1960–1967, 1974–1976, 1978–1981, 1986, 2001–2005/06, 2007/08, 2009/10–2024)
  - Debut: (Amateur: 1923), (Profesional: 1957)
  - Participaciones consecutivas desde: 2009-10 (16º consecutiva)
- Temporadas en Segunda División: 55 (1919–1922, 1927–1941, 1943–1946, 1950–1956, 1959, 1968–1973, 1977, 1982–1985, 1987–1990, 1992–2000, 2006/07, 2008/09, 2025-presente)
- Temporadas en Tercera División: 6 (1917–1918, 1942, 1947–1949, 1991)

### Participación internacional
- Participaciones en Copa Libertadores (2): 2003, 2004.
- Participaciones en Copa Sudamericana (4): 2011, 2016, 2020, 2021.
- Mayor goleada a favor: Fénix 6–1  Cruz Azul (Copa Libertadores 2003)
- Mayor goleada en contra:  Corinthians 6–1 Fénix (Copa Libertadores 2003)

#### Estadísticas en torneos internacionales
| Torneo                       | TJ | PJ | PG | PE | PP | GF | GC | DG  | Puntos |
| ---------------------------- | -- | -- | -- | -- | -- | -- | -- | --- | ------ |
| Copa Libertadores de América | 2  | 12 | 3  | 2  | 7  | 16 | 24 | -6  | 11     |
| Copa Sudamericana            | 4  | 12 | 3  | 4  | 5  | 9  | 14 | -5  | 13     |
| Total                        | 6  | 24 | 6  | 6  | 12 | 25 | 38 | -13 | 24     |

Por Temporada
| Competición            | Posición         | PJ | PG | PE | PP | GF | GC | Dif. | Puntos |
| ---------------------- | ---------------- | -- | -- | -- | -- | -- | -- | ---- | ------ |
| Copa Libertadores 2003 | Fase de grupos   | 6  | 2  | 0  | 4  | 10 | 14 | -4   | 6      |
| Copa Libertadores 2004 | Fase de grupos   | 6  | 1  | 2  | 3  | 6  | 10 | -4   | 5      |
| Copa Sudamericana 2011 | Primera Fase     | 2  | 0  | 1  | 1  | 0  | 1  | -1   | 1      |
| Copa Sudamericana 2016 | Primera Fase     | 2  | 1  | 0  | 1  | 1  | 2  | -1   | 3      |
| Copa Sudamericana 2020 | Octavos de final | 6  | 2  | 2  | 2  | 8  | 9  | -1   | 8      |
| Copa Sudamericana 2021 | Primera Fase     | 2  | 0  | 1  | 1  | 0  | 2  | -2   | 1      |
| Total                  | -                | 24 | 6  | 6  | 12 | 25 | 38 | -13  | 24     |

Resultados
| #  | Fecha                   | Ciudad            | Competencia            | Local                  |                      | Resultado |                      | Visitante              |
| -- | ----------------------- | ----------------- | ---------------------- | ---------------------- | -------------------- | --------- | -------------------- | ---------------------- |
| 1  | 19 de febrero de 2003   | Montevideo        | Copa Libertadores 2003 | Fénix                  |                      | 1:2       | Bandera de Brasil    | Corinthians            |
| 2  | 27 de febrero de 2003   | La Paz            | Copa Libertadores 2003 | The Strongest          | Bandera de Bolivia   | 1:0       |                      | Fénix                  |
| 3  | 5 de marzo de 2003      | Montevideo        | Copa Libertadores 2003 | Fénix                  |                      | 6:1       | Bandera de México    | Cruz Azul              |
| 4  | 20 de marzo de 2003     | Montevideo        | Copa Libertadores 2003 | Fénix                  |                      | 2:0       | Bandera de Bolivia   | The Strongest          |
| 5  | 2 de abril de 2003      | São Paulo         | Copa Libertadores 2003 | Corinthians            | Bandera de Brasil    | 6:1       |                      | Fénix                  |
| 6  | 8 de abril de 2003      | México, D. F.     | Copa Libertadores 2003 | Cruz Azul              | Bandera de México    | 4:0       |                      | Fénix                  |
| 7  | 19 de febrero de 2004   | Manizales         | Copa Libertadores 2004 | Once Caldas            | Bandera de Colombia  | 3:0       |                      | Fénix                  |
| 8  | 25 de febrero de 2004   | Maldonado         | Copa Libertadores 2004 | Fénix                  |                      | 2:1       | Bandera de Argentina | Vélez Sarsfield        |
| 9  | 3 de marzo de 2004      | Maldonado         | Copa Libertadores 2004 | Fénix                  |                      | 1:2       | Bandera de Venezuela | Maracaibo              |
| 10 | 18 de marzo de 2004     | Maracaibo         | Copa Libertadores 2004 | Maracaibo              | Bandera de Venezuela | 1:1       |                      | Fénix                  |
| 11 | 6 de abril de 2004      | Buenos Aires      | Copa Libertadores 2004 | Vélez Sarsfield        | Bandera de Argentina | 1:0       |                      | Fénix                  |
| 12 | 22 de abril de 2004     | Montevideo        | Copa Libertadores 2004 | Fénix                  |                      | 2:2       | Bandera de Colombia  | Once Caldas            |
| 13 | 9 de agosto de 2011     | Santiago de Chile | Copa Sudamericana 2011 | Universidad de Chile   | Bandera de Chile     | 1:0       |                      | Fénix                  |
| 14 | 18 de agosto de 2011    | Montevideo        | Copa Sudamericana 2011 | Fénix                  |                      | 0:0       | Bandera de Chile     | Universidad de Chile   |
| 15 | 9 de agosto de 2016     | Montevideo        | Copa Sudamericana 2016 | Fénix                  |                      | 1:0       | Bandera de Paraguay  | Cerro Porteño          |
| 16 | 17 de agosto de 2016    | Asunción          | Copa Sudamericana 2016 | Cerro Porteño          | Bandera de Paraguay  | 2:0       |                      | Fénix                  |
| 17 | 5 de febrero de 2020    | Montevideo        | Copa Sudamericana 2020 | Fénix                  |                      | 1:0       | Bandera de Ecuador   | El Nacional            |
| 18 | 20 de febrero de 2020   | Quito             | Copa Sudamericana 2020 | El Nacional            | Bandera de Ecuador   | 2:2       |                      | Fénix                  |
| 19 | 28 de octubre de 2020   | Montevideo        | Copa Sudamericana 2020 | Fénix                  |                      | 3:1       | Bandera de Chile     | Huachipato             |
| 20 | 4 de noviembre de 2020  | Talcahuano        | Copa Sudamericana 2020 | Huachipato             | Bandera de Chile     | 1:1       |                      | Fénix                  |
| 21 | 25 de noviembre de 2020 | Montevideo        | Copa Sudamericana 2020 | Fénix                  |                      | 1:4       | Bandera de Argentina | Independiente          |
| 22 | 2 de diciembre de 2020  | Avellaneda        | Copa Sudamericana 2020 | Independiente          | Bandera de Argentina | 1:0       |                      | Fénix                  |
| 23 | 6 de abril de 2021      | Montevideo        | Copa Sudamericana 2021 | Montevideo City Torque | Bandera de Uruguay   | 0:0       |                      | Fénix                  |
| 24 | 13 de abril de 2021     | Montevideo        | Copa Sudamericana 2021 | Fénix                  |                      | 0:2       | Bandera de Uruguay   | Montevideo City Torque |

#### Goleadores
| #    | Jugador             | C. L. | C. S. | Total |
| ---- | ------------------- | ----- | ----- | ----- |
| 1.°  | Martin Ligüera      | 3     | -     | 3     |
| 2.°  | Germán Hornos       | 3     | -     | 3     |
| 3.°  | Luciano Nequecaur   | -     | 3     | 3     |
| 4.°  | Javier Cámpora      | 3     | -     | 3     |
| 5.°  | José Carini         | 2     | -     | 2     |
| 6.°  | Martín Cámpora      | 1     | -     | 1     |
| 7.°  | Nicolás Vigneri     | 1     | -     | 1     |
| 8.°  | Marcelo Broli       | 1     | -     | 1     |
| 9.°  | Julio Rodríguez     | 1     | -     | 1     |
| 10.° | Federico Guerra     | 1     | -     | 1     |
| 11.° | Nicolas Machado     | -     | 1     | 1     |
| 12.° | Bruno Scorza        | -     | 1     | 1     |
| 13.° | Maximiliano Cantera | -     | 1     | 1     |
| 14.° | Ignacio Pallas      | -     | 1     | 1     |
| 15.° | Maureen Franco      | -     | 1     | 1     |
| 15.° | Bryan Olivera       | -     | 1     | 1     |

## Fénix femenino
Disputó su primera temporada en 2015 en la primera división. Compitió de 2015-2018 como "Canelones SAC". Su escudo tenía forma de escusón, era rojo y azul, tenía en el centro un león rojo con una pelota blanca y negra.
En un 2016 disputó su mejor temporada quedando 5° de la fase final.
En 2019 se une con Fénix con el objetivo de que el equipo masculino pueda disputar competiciones internacionales y para poder solventar los gastos de SAC. En esta temporada adopta el nombre "Fénix-SAC Canelones" y mantiene los registros de las anteriores temporadas. En 2020 cambia de nombre definitivamente a "Centro Atlético Fénix"
En 2021 descendería por primera y única vez a la B, para más tarde volver en 2023, quedando 6° en el anual. En 2024 quedaría penúltimo de la fase de clasificación y puntero de la fase de descenso salvándose.
En enero de 2025 se toma la decisión de disolver el club femenino tras el descenso con el masculino para reducir gastos.

## Otras disciplinas
El Centro Atlético Fénix también tiene una sección de deportes electrónicos, con equipos en juegos de NBA 2K, Fórmula 1 y FIFA.